# 颜青云
颜青云（1917年—1997年），男，湖北汉川人，中华人民共和国军事人物，中国人民解放军少将，曾任中国人民解放军总后勤部军需部部长，第六届全国人大代表。